# تجرک (همدان)
تجرک روستایی از توابع بخش پیشخور شهرستان فامنین در استان همدان ایران است.
تجرک مرکز بخش پیشخور می‌باشد.

## جمعیت
این روستا در دهستان پیشخور قرار دارد و براساس سرشماری مرکز آمار ایران در سال ۱۳۹۵، جمعیت آن ۳۰۷ نفر (۷۹خانوار) بوده‌است.

### آب آشامیدنی
این روستا در شهریور ماه سال ١٣٩٧ دارای آب آشامیدنی شد.